# Normkritisk design
Normkritisk design (kommer av normkritik) handlar om att visualisera och kritisera könsnormer inom design. Att vara normkritisk innebär att ifrågasätta existerande normer som anses “normala” och det som därmed uppfattas som eftersträvansvärt. Det innebär också att det finns något avvikande som faller inom normen vilket tydliggörs inom produkters utseende och utformning. Samhällets underliggande könsroller blir tydliga när man till exempel undersöker designen av produkter riktade mot specifikt män eller kvinnor. Till exempel kan män förväntas föredra vissa färger, former och egenskaper inom design medan kvinnor förväntas föredra motsatsen. Detta kan tydliggöras genom att studera designen av vanliga hushållsprodukter, där likvärdiga produkter designas olika beroende på vem användaren förväntas vara. Det existerar ett genuskodat formspråk där "feminin" och "maskulin"-design anses vara motsatser, där manligt ofta kopplas ihop med prestanda och kvinnligt oftast kopplas ihop med enkelhet och funktion. Problematiken som uppstår beror på att produkten utformas efter de förutfattade meningarna om könet istället för individens faktiska behov.
Varför normkritisk design är viktigt är något som diskuteras inom genusvetenskapen. Det finns också ett stort intresse för vad de strikt kodade designvalen beror på. Ett exempel som kan tas upp är leksaker designade för specifikt flickor eller pojkar. Att flickor skulle föredra att leka med typiska "feminina" leksaker stämmer till viss del, men detta är något som unga flickor lär sig med tiden på grund av samhällets underliggande normer. Diskussionen om normkritisk design kan då handla om ifall det är tillverkarnas ansvar att använda sig av normkritiskt tänkande vid design av leksaker, eller om det är konsumenternas vanor som styr efterfrågan. Normkritisk design kan därför vara något av en balansgång, då produkter som skall fungera på marknaden också måste ha en målgrupp.

## Normkritisk design ur ett historiskt perspektiv
Historiskt sett har det varit män som studerat och arbetat inom de tekniska områdena. Då kvinnor inte varit tillåtna att studera vid de större tekniska universiteten förrän under 1920- talet och därefter varit kraftigt underrepresenterade under följande decennier, har de heller inte varit representerade vid utformning av nya artefakter. Det har därmed inneburit att de flesta produkter har utvecklats av män. I det moderna samhället finns det starka argument för att introducera begreppet normkritisk design där alla tilltänkta målgrupper kan använda och påverka varje slutprodukt. En av de stora frågorna handlar om vem som designar vad och för vem. Generellt kan kvinnor i större utsträckning använda sig av produkter som enligt normen är tänka till män. Det motsatta är dock mer ovanligt. Vi påverkas mycket av utseendet på en produkt och valet av färgkoder. Produkters utseende och ”språk” påverkar människans förhållningssätt till dem.

## Normkritiska designens relevans
Det konventionella designperspektivet anses vara problematisk enligt den normkritiska designen eftersom den begränsar människan till det binära könssystemet och att det inte ger utrymme för individens egna intressen . I vissa situationer kan denna design utgöra en fara för individen. I bilar är krockkudden till framsätet anpassad till en manskropp, för en kvinna kan detta innebära ett mindre anpassat skydd vid en bilolycka och riskera att utsättas för allvarligare skador.
Ett normkritiskt tänkande inom design är viktigt för att undvika ett exkluderande av människor som upplever sig stå utanför normen. Många av de produkter som finns på marknaden idag marknadsförs anpassade till normen.
Normkritisk design har som syfte att motverka den konventionella designproceduren och ifrågasätta normerna gällande en produkt. Syftet är att konstruera en produkt som inte tar hänsyn till bland annat individens kön. Vidare är syftet också att synliggöra de "osynliga" såväl synliga normer gällande produkter och att presentera lösningar samt belysa nya perspektiv på produktdesign. Exempelvis används normkritisk design för att synliggöra den obekväma situation som uppkommer för kvinnan i samband med att en traditionell gynekologstol används . Designen vänder på normen och visar kvinnans utsatta position när stolen främst är designad för att underlätta för doktorn som normalt var man, och i maktposition, när stolen ursprungligen började användas.
Ytterligare ett syfte med normkritisk design är att försöka bryta cykeln av könsgrundad design. Redan från tidig barndom avgörs mycket av individens miljö efter dess kön såsom kläder, färger och leksaker . Detta skapar en cykel av könsgrundad design som ständigt försörjer sig själv genom att skapa, alternativt marknadsföra, leksaker på ett könsstereotypiskt sätt, som sedan präglar individens tankesätt. Detta tankesätt förstärks av samhällets normer och den konventionella designprocessen, och resulterar i att individen styrs av ett "manligt" och "kvinnligt" tänkande .

## Fokusområden för normkritisk design
- Användning av norm. I marknadsföringssyfte används ofta normer för att nå tänkt målgrupp.[3]
- Synliggörande av norm[2]. Skapa ett medvetande kring normbaserad design.
- Ifrågasättande av norm. En produkt kan anpassas efter normen eller ifrågasätta den.[2]
- Upprätthållande av norm. Om man som konsument köper en produkt, upprätthåller man normen.[2]
- Förändring av norm. När det tydliggörs vem som har makten, kan förändring ske.[2]